# Sexburge d'Ely
Pour la reine du Wessex, voir Seaxburh.
Seaxburh, Sexburga, Sexburge ou Sexburg est une princesse et religieuse anglaise du VIIe siècle.
Elle est la fille aînée du roi Anna d'Est-Anglie et la femme du roi Eorcenberht du Kent, avec qui elle a quatre enfants, deux fils et deux filles. Devenue veuve en 664, elle entre dans les ordres et se retire dans le couvent qu'elle a fondé à Minster-in-Sheppey. Elle devient la deuxième abbesse d'Ely en 679, après la mort de sa sœur Æthelthryth dont elle promeut le culte.
Seaxburh meurt vers 700 et sa fille Eormenhild semble lui succéder à la tête de l'abbaye d'Ely. Comme sa sœur, elle est vénérée comme sainte, avec une fête le 6 juillet.

## Biographie

### Princesse et reine
Seaxburh appartient à la dynastie des Wuffingas, la famille royale du royaume anglo-saxon d'Est-Anglie. Elle est la fille aînée d'Anna, qui règne sur les Angles de l'Est du début des années 640 jusqu'à sa mort, survenue en 653 ou en 654. Elle a un frère, Jurmin, et deux sœurs, Æthelthryth et Æthelburh, ainsi qu'une demi-sœur du côté de sa mère, Sæthryth. La tradition hagiographique attribue à Anna une quatrième fille, Wihtburh, mais elle n'est pas mentionnée par Bède le Vénérable et sa date de décès semble trop tardive pour qu'elle soit effectivement fille d'Anna.
Seaxburh épouse Eorcenberht, roi du Kent de 640 à 664. Ce mariage s'inscrit dans une politique matrimoniale active qui reflète le prestige dont jouit le Kent à cette époque : Eorcenberht est fils et petit-fils de princesses mérovingiennes, et il a pour gendre un roi de Mercie. Son mariage avec Seaxburh donne naissance à quatre enfants : deux fils, Ecgberht et Hlothhere, qui se succèdent sur le trône du Kent, et deux filles, Eormenhild et Eorcengota.
Eorcenberht meurt le 14 juillet 664, victime d'une épidémie de peste qui frappe les îles Britanniques. Seaxburh assure pendant un certain temps la régence au nom de leur fils Ecgberht.

### Religieuse et abbesse
Devenue veuve, Seaxburh entre dans les ordres. Elle devient religieuse dans un monastère situé à Milton Regis, dans le Kent, avant de fonder un nouveau couvent à Minster-in-Sheppey, sur l'île de Sheppey, dont elle devient l'abbesse. Elle rejoint ensuite sa sœur Æthelthryth dans l'abbaye fondée par cette dernière à Ely, dans la région marécageuse des Fens qui relève du royaume d'Est-Anglie. À la mort d'Æthelthryth, en 679, elle lui succède comme abbesse d'Ely.
Bède le Vénérable rapporte qu'en 695, seize ans après la mort de sa sœur, Seaxburh ordonne qu'elle soit exhumée et que sa dépouille soit transférée à l'intérieur de l'église abbatiale. L'incorruptibilité du corps de la défunte, preuve de sa sainteté, aurait été constatée à cette occasion. Æthelthryth est ensuite enterrée dans un cercueil de marbre blanc finement ouvragé découvert dans les ruines de la ville romaine de Grantchester,.
Aucune source ne mentionne la date de mort de Seaxburh. Les historiens modernes estiment qu'elle a dû mourir vers 700,. Sa fille Eormenhild, veuve du roi de Mercie Wulfhere, semble lui avoir succédé à la tête de l'abbaye d'Ely.

## Culte
Comme Æthelthryth, Seaxburh est rapidement vénérée comme sainte à Ely, avec une fête le 6 juillet. Ses reliques, comme celles des autres saintes d'Ely, sont transférées dans la nouvelle église abbatiale le 17 octobre 1106, un événement commémoré le 17 octobre,.

### Sources primaires
- Bède le Vénérable (trad. Philippe Delaveau), Histoire ecclésiastique du peuple anglais, Gallimard, coll. « L'Aube des peuples », 1995, 399 p. (ISBN 2-07-073015-8).
- (en) Janet Fairweather (trad.), Liber Eliensis : A History of the Isle of Ely from the Seventh Century to the Twelfth, compiled by a Monk of Ely in the Twelfth Century, Boydell, 2005 (ISBN 978-1-84383-015-3).

### Sources secondaires
- (en) David Farmer, « Sexburga (Sexburg), abbess of Ely 679–c.700 », dans The Oxford Dictionary of Saints, Oxford University Press, 2011, 5e éd. (ISBN 9780199596607, lire en ligne).
- (en) D. P. Kirby, The Earliest English Kings, Routledge, 2000 (ISBN 978-0-415-24211-0).
- (en) R. C. Love, « Sexburh, St », dans Michael Lapidge, John Blair, Simon Keynes et Donald Scragg (éd.), The Wiley Blackwell Encyclopedia of Anglo-Saxon England, Wiley Blackwell, 2014, 2e éd. (ISBN 978-0-470-65632-7).
- (en) Susan J. Ridyard, The Royal Saints of Anglo-Saxon England : A Study of West Saxon and East Anglian Cults, Cambridge, Cambridge University Press, 1988 (ISBN 978-0-521-30772-7).
- (en) David Rollason, « Seaxburh [St Seaxburh, Sexburga] (b. in or before 655, d. c. 700) », dans Oxford Dictionary of National Biography, Oxford University Press, 2004 (lire en ligne ).
- (en) Barbara Yorke, Kings and Kingdoms of Early Anglo-Saxon England, Seaby, 1990 (ISBN 978-1-85264-027-9).